# Сане, Людовик
Людови́к Лами́н Сане́ (фр. Ludovic Lamine Sané; род. 22 марта 1987, Вильнёв-сюр-Ло, Франция) — сенегальский футболист, защитник. Выступал в сборной Сенегала.

## Карьера

### Клубная
Людовик Сане — воспитанник клуба «Бордо». С 2006 по 2008 год играл за любительские клубы «Агд» и «Лормон». Дебютировал в «Бордо» 3 ноября 2009 года в матче Лиги чемпионов против «Баварии». 27 марта 2010 года в финале кубка лиги против марсельского «Олимпика» защитник забил с передачи Вендела первый гол в своей профессиональной карьере.
Летом 2016 года Сане перешёл в клуб немецкой Бундеслиги «Вердер».
20 февраля 2018 года Сане подписал контракт с клубом MLS «Орландо Сити». В главной лиге США дебютировал 17 марта 2018 года в матче против «Нью-Йорк Сити», выйдя на замену со стартом второго тайма вместо Джонатана Спектора. 6 мая 2018 года в матче против «Коламбус Крю» забил свой первый гол за «львов». По окончании сезона 2019 «Орландо Сити» не продлил контракт с Сане.
8 февраля 2020 года Сане подписал контракт с клубом нидерландской Эредивизи «Утрехт» до конца сезона, но принял участие только в одном матче и по окончании сезона завершил карьеру игрока.

### В сборной
Людовик Сане дебютировал в сборной Сенегала 17 ноября 2010 года в товарищеском матче со сборной Габона. Защитник в составе сборной принимал участие в кубке африканских наций—2012 (2 матча), а также в отборочных турнирах КАН—2012 (3 матча) и чемпионата мира—2014 (2 матча).

## Достижения
«Бордо»
- Обладатель кубка Франции (1): 2012/13
- Финалист кубка французской лиги (1): 2009/10